# Amodou Abdullei
Amodou Abdullei, né le 20 décembre 1987 à Kano au Nigeria, est un joueur de football Nigérian qui évolue au poste d'attaquant de pointe.

## Carrière
Amodou Abdullei effectue sa formation à l'Eintracht Trèves, qu'il quitte en 2007 pour devenir professionnel au SSV Ulm. Rarement titularisé, il est prêté de janvier à juin 2008 au TSG Thannhausen, un club évoluant dans les divisions inférieures. En janvier 2010, il part en Belgique et rejoint le KSK Beveren. Il y dispute onze rencontres, inscrivant trois buts mais recevant également deux cartons rouges directs. Malheureusement, le club se déclare en faillite en fin de saison et le joueur doit se trouver un nouvel employeur.
Il signe au F91 Dudelange, un club de l'élite luxembourgeoise, avec lequel il va réaliser deux fois le doublé championnat-Coupe consécutivement et participer aux tours préliminaires de la Ligue des champions 2011-2012. Peu utilisé en championnat, son contrat n'est pas prolongé par le club luxembourgeois.
En septembre 2012, il retourne en Allemagne et s'engage avec le Borussia Neunkirchen. Il n'y reste qu'une saison et est libéré par le club ensuite. En janvier 2014, il signe un contrat de six mois avec le SV Mehring, un autre club des divisions inférieures allemandes. Après cela, il reste de nouveau six mois sans club puis est recruté par l'UN Käerjéng 97, une équipe luxembourgeoise, où il finit la saison.

## Palmarès
- 2 fois champion du Luxembourg en 2011 et 2012 avec le F91 Dudelange.
- 2 fois vainqueur de la Coupe du Luxembourg en 2011 et 2012 avec le F91 Dudelange.